# Oschersleben
Oschersleben (Bode) är en tysk stad i distriktet (Landkreis) Börde i förbundslandet Sachsen-Anhalt. Staden ligger i ett jordbruksområde med svartjord vid floden Bode. Avståndet till närmaste motorväg (A14) är cirka 20 km och till Magdeburg cirka 30 km.
Orten nämns 994 för första gången i en urkund som undertecknades av kejsare Otto III. Staden tillhörde länge Halberstadts biskopsdöme. I samband med Westfaliska freden anslöts biskopsdömet och även staden till Markgrevskapet Brandenburg.
1840 etablerades en sockerfabrik i Oschersleben och 1842/43 fick staden anslut till järnvägsnätet.  I kommunen pågick dessutom gruvdrift efter brunkol. Under andra världskriget fanns en fabrik som producerade flygplan i staden vad som resulterade i flera flygbombningar under krigets slutskede.
I staden finns Motorsport Arena Oschersleben.

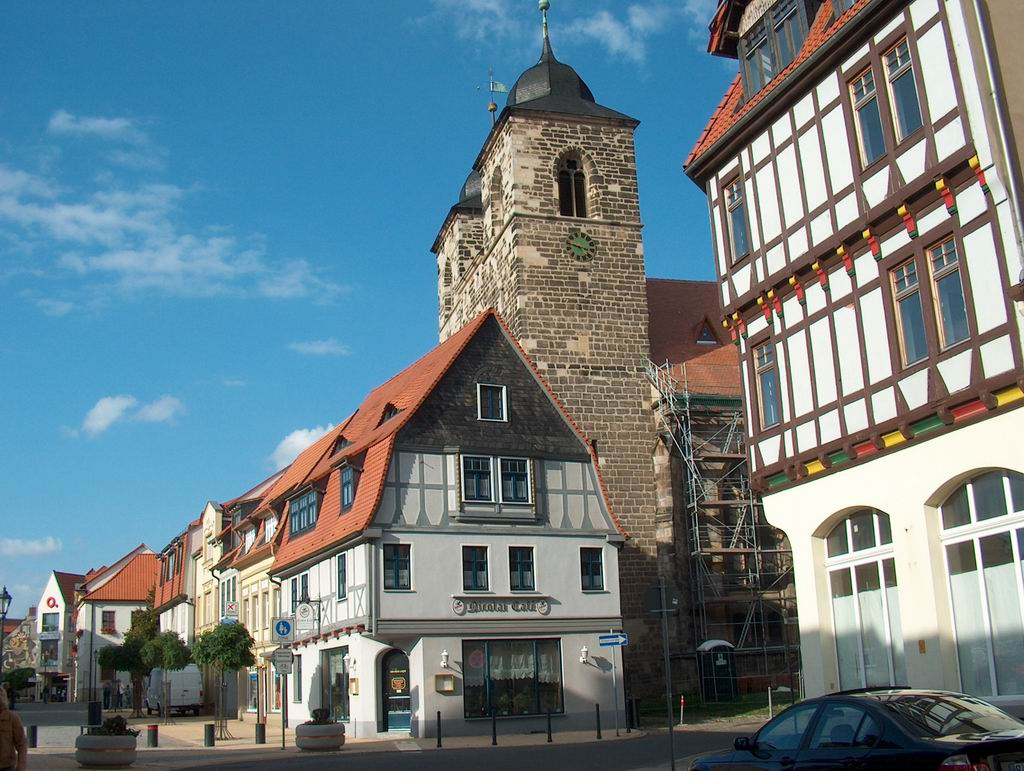
Hus i stadens centrum och kyrka
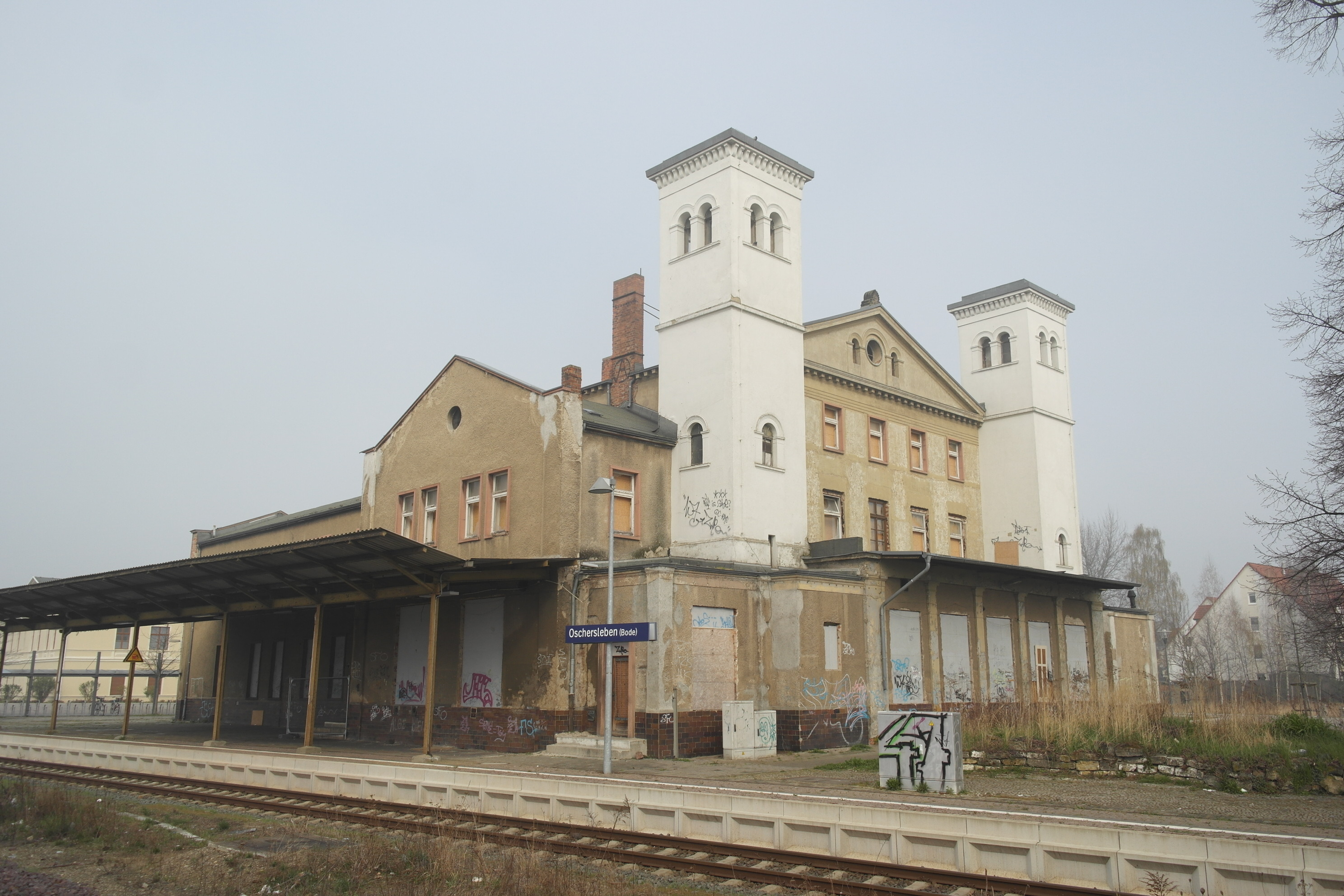
Järnvägsstationen